# Ədahim Niftəliyev
Ədahim Niftəliyev (7 settembre 1976) è un ex calciatore azero, di ruolo difensore.

## Carriera

### Club
Da inizio carriera fino al 2009 ha sempre giocato nella massima serie del proprio paese con varie squadre, salvo una parentesi al Mes Kerman nel campionato iraniano.

### Nazionale
Debutta nel 1999 con la Nazionale azera.